# Melochia graminifolia
Melochia graminifolia es una especie de planta del género Melochia. Es una hierba baja, habita en suelos desde húmedos hasta secos, y desde arenosos a arcillosos. Florece en enero, julio y septiembre, Se encuentra en el oeste de Colombia y Paraguay, y en el sureste de Venezuela, Guyana y Brasil.

## Descripción
Es una hierba , con tallo tomentoso, con tricomas estrellados, hojas coriáceas, subsésiles, lineares (de donde proviene su epíteto específico graminifolia) y estipuladas, flores de pétalos blancos o morados.

## Taxonomía
Melochia graminifolia fue descrita por Augustin Saint-Hilaire y publicado en Flora Brasiliae Meridionalis (quarto ed.) 1: 160. 1825.
Sinonimia
- Quamoclit rodriguesii J.I. Falcão
- Riedlea graminifolia (A.St.-Hil.) Steud.
- Turnera paniculata Willd. ex Schult.
- Visenia graminifolia (A.St.-Hil.) Spreng[2]